# Christian Maclagan
Christian Maclagan (1811 - 10 mai 1901) est une antiquaire écossaise et une archéologue de la première heure. Elle est connue pour sa collection de gravures de croix celtiques et de pierres pictes de toute l'Écosse. Elle s'occupe aussi de lutter contre la pauvreté à Stirling.

## Jeunesse

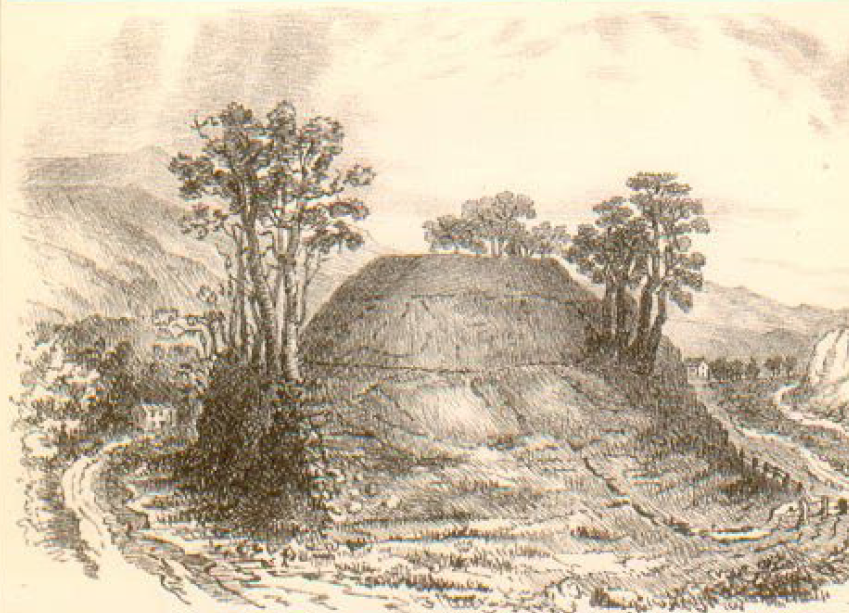
Christian Maclagan, dessin de Keir Hill, Gargunnock, vers 1870.

Fille du distillateur et chimiste George Maclagan et de Janet Colville de Stirling, elle est née dans la ferme familiale à Braehead près de Denny. Son père est décédé en 1818, tout comme son grand-père paternel, Frederick Maclagan, pasteur de la paroisse de Melrose, et sa mère installe la famille à Stirling. Elle vit dans une maison à Pitt Terrace, un quartier riche de la ville près de St Ninian's Well et des bureaux modernes du Stirling Council.
Christian Maclagan s'engage dans des activités philanthropiques, créant une école du dimanche et souscrivant au coût d'une bibliothèque. Après le Schisme de 1843, elle rejoint l'Église libre d'Écosse et en 1865, elle finance la construction d'un nouveau kirk. Sa relation avec l'Église libre se détériore dans les années 1870 et elle intente une action en justice pour récupérer l'église qu'elle offre ensuite à l'Église établie d'Écosse. Elle reçoit apparemment un legs de l'un de ses frères à peu près au moment de la mort de sa mère, ce qui l'installe comme une femme d'une certaine richesse. Sa succession est évaluée à 3100 livres sterling à sa mort.
Elle est bien éduquée, connaissant bien le latin, le français, le grec et le gaélique. Son grand-père paternel s'est essayé à une traduction de la Bible en gaélique. Elle parle aussi un peu italien et est une artiste d'un certain talent.

## Activités antiquaires

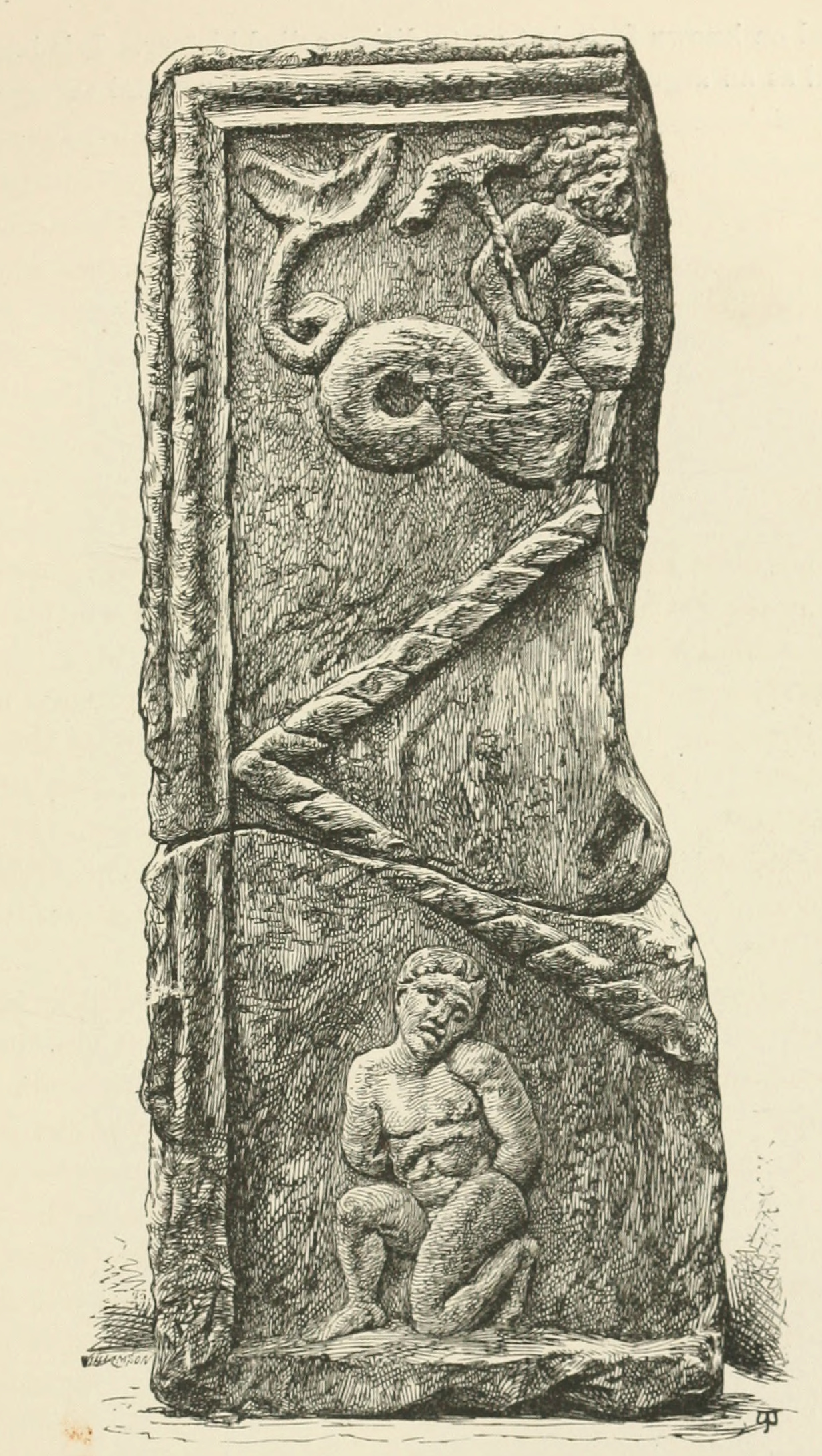
Croquis d'artiste non crédité de la dalle de distance trouvée à Arniebog Farm, Westerwood, Cumbernauld.

Maclagan émet l'hypothèse que les cercles et les tombes mégalithiques sont les vestiges de maisons et de forts. Elle pense qu'un examen académique de tous ces sites révélerait un message, à travers le «langage» archéologique nécessaire à un tel examen. Les résultats de ses enquêtes produisent des croquis de centaines de spécimens archéologiques de divers sites et sont publiés à ses propres frais. Elle effectue une fouille sur le Mither Tap  de Bennachie. Certaines de ses théories sont considérées comme excentriques par ses contemporains.
Elle s'intéresse aux brochs d'Écosse et est une pionnière des fouilles stratigraphiques. Bien qu'elle ait perdu l'usage de sa main droite, elle réalise néanmoins de nombreux dessins, croquis et peintures avec sa main gauche. Elle conçoit une méthode spéciale pour prendre des frottements de pierres sculptées; les détails exacts de la façon dont cela est fait ont été gardés secrets. Sa plus grande contribution à la science est peut-être sa collection méticuleuse de gravures de croix chrétiennes celtiques et de pierres symboliques pictes, réalisées à partir de 1850 environ. Ces frottements comprennent certains des premiers effectués à Wemyss Cave.
En tant que femme, Maclagan n'est pas autorisée à obtenir une place à la Society of Antiquaries of Scotland, et elle n'est qu'une Lady Associate, tout comme Lady John Scott et la reine Victoria. Le Smith Museum de Stirling contient l'un de ses modèles de tour broch et une sculpture en bois en son hommage. Elle est enterrée dans le cimetière de la vieille ville de Stirling.